# 12050 Х'юмкронін
12050 Х'юмкронін (12050 Humecronyn) — астероїд головного поясу, відкритий 27 квітня 1997 року.
Тіссеранів параметр щодо Юпітера — 3,277.